# Koutammakou
Koutammakou är ett landskap i nordöstra Togo. Landskapet sträcker sig även in Benin. I landskapet lever och bor Batammaribafolket vars ritualer och tro har starka kopplingar till naturen. Tack vare kulturen och traditionerna i området har området blivit ett världsarv.